# Dicumylperoxide
Dicumylperoxide is een aromatische organische peroxide. De naam verwijst naar de twee cumylgroepen die door een peroxidebrug (–O–O–) zijn verbonden. Dicumylperoxide is een wit tot lichtgeel poeder. Het is zo goed als onoplosbaar in water.

## Synthese
Dicumylperoxide wordt geproduceerd door de reactie van cumeenhydroperoxide met cumylalcohol (2-fenyl-2-propanol) of alfa-methylstyreen. Het wordt ook gevormd door de reactie van cumeenhydroperoxide met methylcumylether.

## Toepassingen
Dicumylperoxide wordt in de polymeerchemie gebruikt. Het wordt gebruikt als initiator van radicalaire polymerisaties van olefines en vinylmonomeren als styreen. Het wordt gebruikt als crosslinker in polyesters, en thermoplastische kunststoffen en elastomeren als polyethyleen of polypropyleen worden met dicumylperoxide nabehandeld om een hogere crosslinking te bereiken. Het wordt ook gebruikt als additief bij het combineren van polystyreen met halogeenhoudende vlamvertragende middelen.

## Toxicologie en veiligheid
Organische peroxiden zijn min of meer thermisch onstabiel. Boven een zekere temperatuur ondergaan ze een zelfversnellende ontbinding. Deze temperatuur noemt men de SADT of Self-Accelerating Decomposition Temperature. Voor dicumylperoxide is de SADT 75 °C. De voornaamste ontbindingsproducten zijn acetofenon, methaan en 2-fenyl-2-propanol.
Het peroxide is brandbevorderend. Het moet bewaard worden in een droge, goed geventileerde ruimte bij een temperatuur van niet meer dan 30 °C, verwijderd van warmte- of ontstekingsbronnen en zonder direct contact met zonlicht.